# Euglossa allosticta
Euglossa allosticta är en biart som beskrevs av Jesus Santiago Moure 1969. Euglossa allosticta ingår i släktet Euglossa, tribus orkidébin, och familjen långtungebin. Inga underarter finns listade.

## Beskrivning
Arten är ett metalliskt grönt, medelstort bi med en kroppslängd omkring 13 mm. Tungan är mycket lång, längre än kroppen, med en längd fullt utsträckt på omkring 15 mm.

## Utbredning
En amerikansk art som finns från södra Mexiko (delstaten Morelos) till västra Brasilien.